# Grande Maison de l'ancien domaine sucrier de Savanna
Pour les articles homonymes, voir Grande maison.
La Grande Maison de l'ancien domaine sucrier de Savanna, ou simplement Grande Maison, est une maison remarquable de l'île de La Réunion, département d'outre-mer français dans le sud-ouest de l'océan Indien. Située rue Jules Thirel, à Savannah, sur la commune de Saint-Paul, elle est inscrite en totalité à l'inventaire supplémentaire des Monuments historiques depuis le 22 octobre 1998. Cette inscription recouvre le terrain d’assiette,. D'abord hôpital pour la colonie, l'édifice est devenu par la suite la maison des maîtres d'une habitation sucrière.

## Histoire

### L'hôpital colonial
Le bâtiment fut construit en 1772 au lieu-dit « Parc à Jacques » par le ministère de la Marine et des colonies, pour servir d'hôpital accueillant les malades incurables. Il est la réplique architecturale de celui installé au sud de Saint-Paul en 1767 : bâtisse imposante à un étage, en basalte taillé et bois de natte, toit en bardeaux. Cet hôpital est utilisé pendant une vingtaine d'années, puis est vendu à un médecin major, Pierre Fiteau, qui le revend à son tour à la Colonie en 1803.
Il sert alors de lazaret pour les personnes ayant voyagé à bord de bateaux où des malades étaient déclarés.

### La maison de maître
La maison est ensuite revendue à des particuliers, les Troussail, Lacaille et enfin à Olive Lemarchand, qui lui attribue une tout autre fonction. L'époque est au développement de la culture de la canne à sucre. Après avoir baptisé son nouveau domaine du nom de Savannah, il crée une usine sucrière près de cette maison, qui devient la Grande maison de Savanna, dans laquelle sont hébergés les différents directeurs de l'usine. Il aménage un parc à l'avant décoré de trois viviers. 
La Seconde Guerre mondiale affecte la Réunion ; l'île est isolée, les transports sont coupés. La maison sert de lieu de stockage des sacs de sucre qui ne peuvent plus être exportés. Puis le cyclone de 1948 qui a dévasté l'île emporte le toit en bardeaux qui est remplacé par des feuilles de tôle. Elle est depuis inhabitée et fermée. Les fenêtres ont été murées pour la plupart. 
Elle appartient actuellement à la mairie de Saint-Paul, qui envisage de la réhabiliter pour un usage lié à la proximité de la Réserve naturelle nationale de l'Etang de Saint-Paul.